# Miguel Ángel Guerra
Miguel Ángel Guerra,  argentinski dirkač Formule 1, * 31. avgust 1953, Buenos Aires, Argentina.
Dirkaško kariero je začel v prvenstvu Argentinske Formule 2, kjer je v sezonah 1975, 1976 in 1977 osvojil kar tri zaporedne naslove prvaka. V Formuli 1 je debitiral v sezoni 1981, kjer se mu na prvih treh dirkah sezone za Veliko nagrado zahodnih ZDA, Brazilije in Argentine z dirkalnikom Osella FA1B moštva Osella Squadra Corse ni uspelo kvalificirati na dirko. To mu je uspelo šele na četrti dirki sezone za Veliko nagrado San Marina, kjer pa ga je že v prvem krogu zadel Eliseo Salazar z Marchom, zaradi česar je Guerra trčil v ogrado ter pri tem utrpel zlom zapestja in gležnja, kar je tudi predčasno končalo njegovo dirkaško kariero.

## Popolni rezultati Formule 1
(legenda) (odebeljene dirke pomenijo najboljši štartni položaj, poševne pa najhitrejši krog, †-uvrščen kljub odstopu)
| Leto | Moštvo               | Šasija      | Motor       | 1        | 2       | 3       | 4       | 5   | 6   | 7   | 8   | 9  | 10  | 11  | 12  | 13  | 14  | 15  | Prv | Toč |
| ---- | -------------------- | ----------- | ----------- | -------- | ------- | ------- | ------- | --- | --- | --- | --- | -- | --- | --- | --- | --- | --- | --- | --- | --- |
| 1981 | Osella Squadra Corse | Osella FA1B | Cosworth V8 | ZZDA DNQ | BRA DNQ | ARG DNQ | SMR Ret | BEL | MON | ŠPA | FRA | VB | NEM | AVT | NIZ | ITA | KAN | LVE | -   | 0   |